# Ljungstorp, Skara kommun
Ljungstorp är en småort i Skara kommun i Västra Götalands län. Orten har 74 invånare (2023).